# 吳長元
吳長元（?—?），字太初，署名安樂山樵。浙江仁和人。
大約清高宗乾隆年間人，旅居北京十多年，曾參與官方校籍校訂工作。與吳蘭庭齊名，時稱“二吳”。著有描寫北京城市的《宸垣識略》十六卷、以及描寫北京演員的《燕蘭小譜》五卷，為花譜文類的開山之作。